# NGC 401
NGC 401 je zvijezda u zviježđu Ribama. 

## Vanjske poveznice
- SEDS: NGC 0401